# Saulcy-sur-Meurthe
Saulcy-sur-Meurthe település Franciaországban, Vosges megyében. Lakosainak száma 2319 fő (2022. január 1.). Saulcy-sur-Meurthe Saint-Dié-des-Vosges, Entre-deux-Eaux, Saint-Léonard, Sainte-Marguerite és Taintrux községekkel határos.

## Népesség
A település népessége az elmúlt években az alábbi módon változott:
| Lakosok száma | 2342 | 2339 | 2392 | 2330 | 2326 | 2328 | 2323 | 2319 | 2319 |
|               | 2013 | 2015 | 2016 | 2017 | 2018 | 2019 | 2020 | 2021 | 2022 |